# 人民解放黨 (東帝汶)
人民解放黨（德頓語：Partidu Libertasaun Popular，簡稱PLP或人解黨），東帝汶政黨，於2015年12月註冊成立，總部位於帝力區凱科利鄉，政綱包括打擊貪污、興辦教育、改善醫療設施、扶助農業等內容。前東帝汶總統陶爾·馬坦·魯阿克據報參加了人解黨的籌備過程，並於2017年任期屆滿後接掌黨主席的職務，帶領人解黨在2017年議會選舉中獲得8個議席。一年後，人解黨參加改革進步聯盟，在議會選舉獲勝，與东帝汶重建全国大会党（大會黨）和帝汶人民團結繁榮黨（繁榮黨）共同執政，魯阿克本人也成為新一任總理。2020年初大會黨因故退出政府後，人解黨、繁榮黨改與東帝汶獨立革命陣線（革陣）、民主黨結盟，繼續維持執政地位。

## 歷史

### 創黨經過

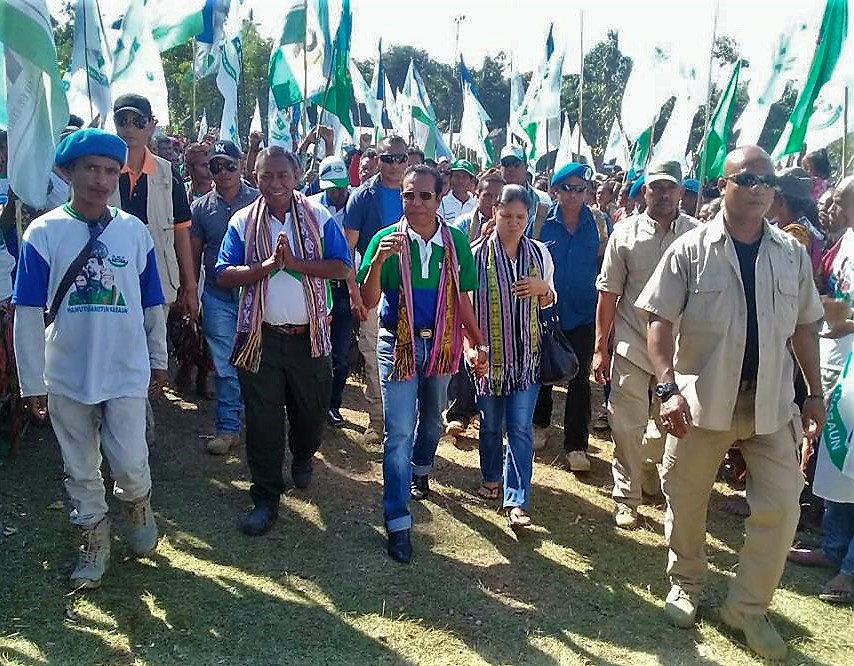
2018年5月，魯阿克和夫人在議會選舉競選期間到歐庫西區參與改革進步聯盟舉行的一場競選集會

人解黨在2015年12月9日向東帝汶最高上訴法院遞交了35,000名支持者的聯署，申請註冊為政黨，並於同年12月22日得到法院的批准，成為註冊政黨。《帝汶郵報》引述的訊息表示，本來報稱獨立的總統陶爾·馬坦·魯阿克參加了人解黨的籌備過程，並計劃於2017年任期屆滿後接任黨主席。《導報》網絡版（Matadalan Online）也報導說魯阿克嘗試到全國各地視察，提高自己的民望，增加人解黨在來屆議會選舉中贏得議席的機會。按照東帝汶法律，總統可以參加政黨，但是不可以參加政黨的實務運作。魯阿克在2017年3月3日宣布參加在同年7月舉行的議會選舉。
人解黨在2017年和民主黨、帝汶人民團結繁榮黨（繁榮黨）一起支持民主黨籍的前教育部長安東尼奧·達·孔塞桑參加總統選舉，魯阿克的夫人伊莎贝尔·达·科斯塔·费雷拉也以個人名義為孔塞桑拉票。不過，孔塞桑在3月20日的投票中以32.47%的得票率位居第二，被東帝汶獨立革命陣線推舉的候選人弗朗西斯科·古特雷斯（別名盧奧洛）擊敗。魯阿克在5月20日凌晨把總統職權移交給盧奧洛之後，隨即在當天稍後參加人解黨第一次全國代表大會，並當選黨主席。
人解黨在同年7月打着反貪的旗號參加議會選舉，他們不像革陣、大會黨那樣認為國家應該重視大型基建項目（例如歐庫西社會市場經濟特區，以及在東帝汶南部沿岸地區建設油氣工業園區的計劃），而是要求政府投放更多資金，改善醫療設施、教育設施，以及扶助農業建設。歐庫西特區的負責人是革陣總書記馬里·阿爾卡蒂里，落戶科瓦利馬區的南岸工業園區項目則與大會黨相關。他們還批評，和南部沿岸地區新建的公路相比，雖然連接帝力和蘇艾的公路更為重要，不過路面狀況還是那麼惡劣。結果人解黨以10.58%的得票率贏得8個議席，成為繼革陣、大會黨之後，國民議會第三大黨。

### 上台執政

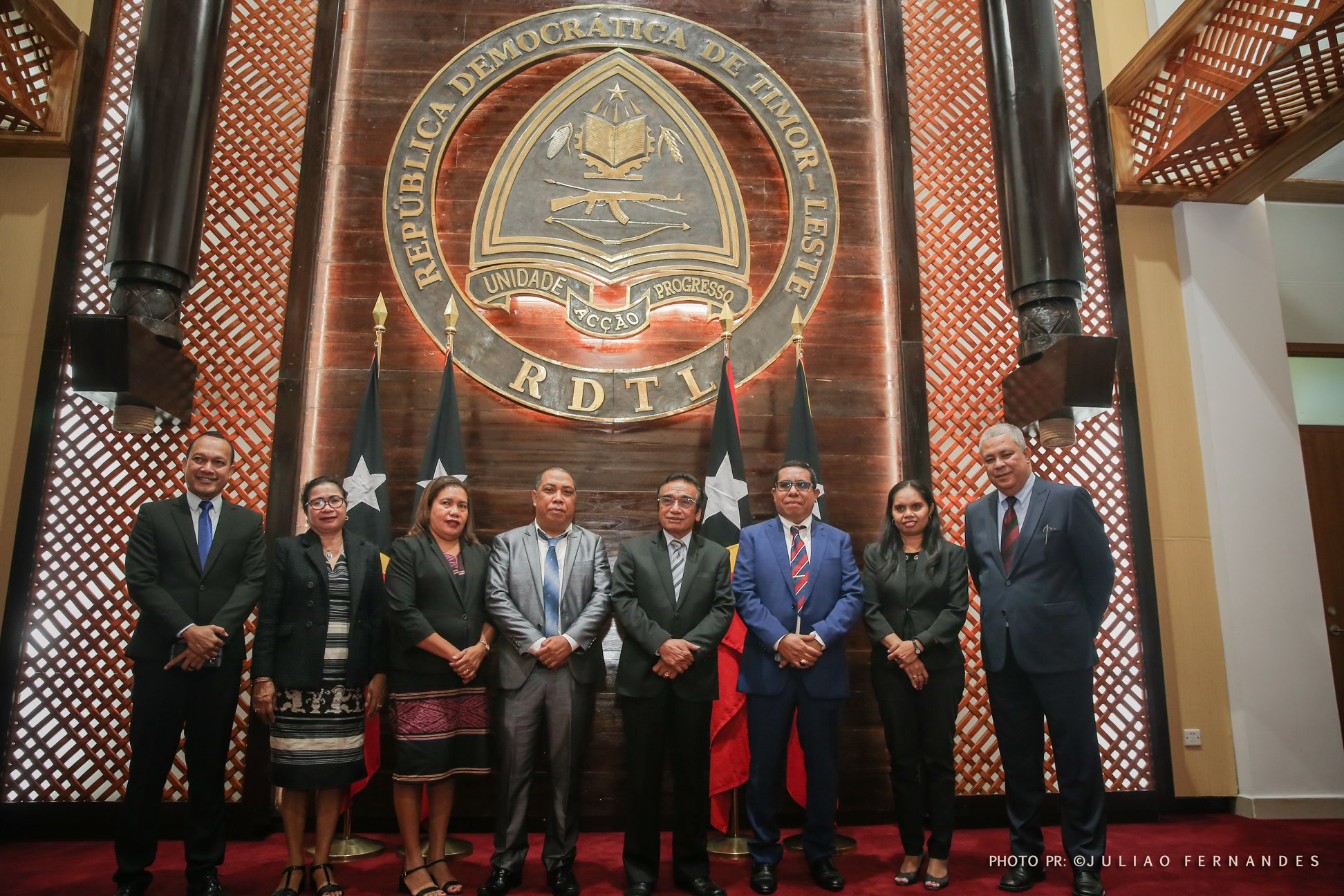
2020年1月23日，人解黨領導層到總統府參加緊急會議後，與盧奧洛總統合照

議會選舉結束後，組建新政府的責任落在革陣身上，雖然人解黨決定留在反對陣營，不過起初他們仍然願意支持政府施政。然而，到了10月，人解黨卻和大會黨、繁榮黨要求盧奧洛准許他們組建內閣，並組成議會多數派聯盟，制衡革陣和民主黨組織的少數派政府，聯手否決新政府的施政綱領和財政預算案。盧奧洛在2018年1月解散議會，其後宣佈於5月12日舉行議會選舉。之後議會多數派聯盟改稱改革進步聯盟，並同意合組競選名單參加議會選舉，進行競選活動。結果改革進步聯盟在選舉中勝出，人解黨也在選舉中獲得8個議席。改革進步聯盟推舉魯阿克擔任新一任總理，領導東帝汶第八屆憲法政府。
新政府在6月22日宣誓就職，但盧奧洛以「道德理由」拒絕任命大會黨9名黨員和繁榮黨兩名黨員擔任（副）部長，令他們無法就職，有關部門需要由副部長或其他部長代管，直到18個月後（2019年12月），問題仍然沒有解決。另外，新政府上台後，南岸工業園區項目也沒有多大的進展，令大會黨和人解黨之間的關係出現裂痕，大會黨議員認為人解黨部長缺乏經驗，以致預算案執行不力，又對魯阿克沒有盡力協助大會黨部長候選人復職一事感到不快。2020年1月17日，議會以13票贊成、15票反對，25票棄權再次否決魯阿克政府提出的財政預算案，當中只有人解黨和繁榮黨支持議案，大會黨議員投棄權票。魯阿克隨即宣布改革進步聯盟解體。
大會黨退出政府後，在2月22日與繁榮黨、民主黨、民主發展團結黨、革新阵线和帝汶民主聯盟宣布另組聯盟，以34席的多數優勢尋求組建政府，促使魯阿克在2月24日向盧奧洛辭職，但留任看守總理，直至新政府成立為止。然而，盧奧洛沒有接受魯阿克的辭呈，沒有授權大會黨領導和盟友組建政府，也沒有解散議會，其所屬的革陣亦與人解黨結盟，抗衡大會黨及其盟黨。東帝汶爆發2019冠狀病毒病疫情後，魯阿克於4月8日以國家進入緊急狀態為由撤回辭呈。4月29日繁榮黨重返政府陣營後，人解黨領導的政府再次取得多數優勢，翌日魯阿克提名4名革陣黨員和一名民主黨黨員擔任部長，他們在5月29日宣誓就職。

## 政綱與運作方式

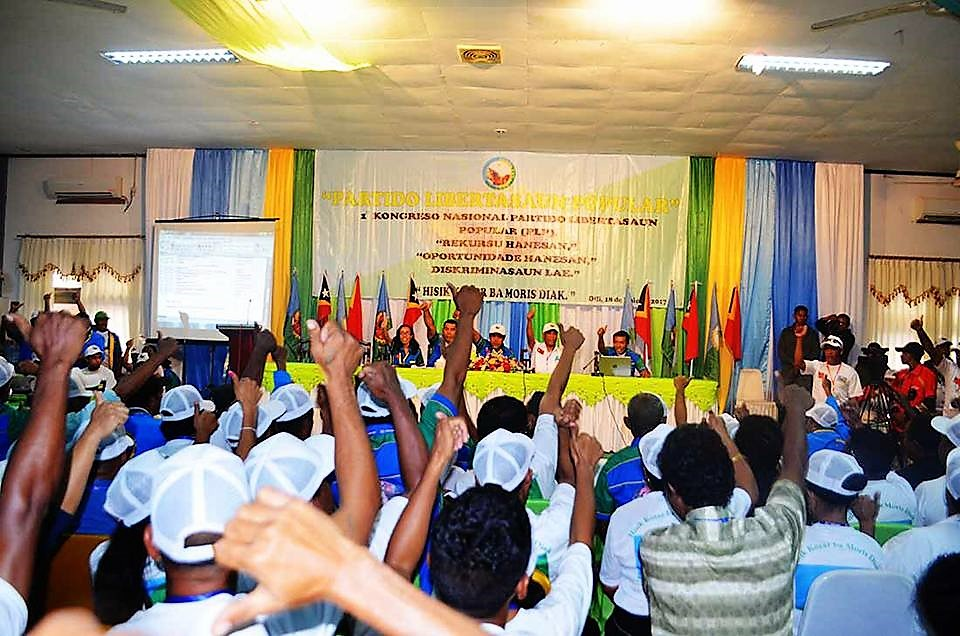
人民解放黨第一次全國代表大會

人解黨是一個以政綱（而不是政治領袖）號召群眾支持的政黨，使命是「建設一個民主、公正、自給自足的社會」。他們其中一個重點政綱是把東帝汶建設成為一個以農村為基礎的永續經濟體，另外他們也認為政府應該制訂綜合的發展計劃，推動經濟、社會、基礎建設、體制改革等重要領域，並建議在農村建設基礎設施、建設基本的醫療體系、創造職位、提升國內生產力，滿足國民的生活所需。《外交家》雜誌的分析認為人解黨參加政治，就是為了成為一支有信譽的另類政治勢力，重新定義國家的發展道路，並解決人民遇到的問題。
人解黨創立初期，由原肅貪委員會主席阿德里托·德·熱蘇斯·蘇亞雷斯擔任臨時主席，由薩比諾·蘇亞雷斯擔任臨時副主席。2017年5月18日至20日，人解黨召開第一次全國代表大會，推舉魯阿克擔任黨主席，另外還選出菲得利斯·萊特·馬加良斯等6名副主席。
脫離帝汶抵抗力量民族民主團結黨後加入人解黨的前人解黨發言人安德烈·達·科斯塔·貝洛指出，人解黨的支持者遍佈全國13區，包括青年人、學生和退役軍人。支持人解黨的年輕人多數在印度尼西亞佔領時期（1975年－1999年）長大，有的人甚至曾經在印度尼西亞上過學，他們對東帝汶另一個前宗主國葡萄牙，以及東帝汶其中一門官方語言葡萄牙語沒有那麼親切。

## 外部連結
- 人民解放黨網站 （页面存档备份，存于）（德頓文）
- 人民解放黨的Facebook專頁
- 人民解放黨的政治綱領 （页面存档备份，存于）（德頓文、葡萄牙文、印度尼西亞文）